# Acélkaraván
Az Acélkaraván (Union Pacific) 1939-ben bemutatott fekete–fehér amerikai játékfilm Cecil B. DeMille rendezésében. Magyarországon 1939. augusztus 18-án mutatta be a Royal Apolló.
„A film az első transzkontinentális vasútvonal megépítésének 70. évfordulójára készült.”

## Cselekménye
Két vasúti társaság verseng egymással, hogy melyikük épülő vasútvonala jut el előbb Ogdenbe. Barrows, a Central Pacific-ben érdekelt bankár úgy tesz, mintha a Union Pacific-et támogatná, de titokban felbérli Sid Campeaut és Dick Allent, hogy az építkezés vonalán mulatók nyitásával lezüllesszék a munkásokat és fellázítsák az indiánokat. Az Union Pacific emberei megküzdenek a természeti nehézségekkel, az indiánok megújuló támadásaival, de a mulatóban folyik a szerencsejáték és az alkohol.
Jefferson Butler kapitány elvállalja az építkezés vezetését és az útvonal megtisztítását a kétes elemektől. Az építkezés helyszínén Dick Allenben egykori polgárháborús bajtársát ismeri fel. Az Union Pacific-et az építkezés anyagi csőddel fenyegeti. Barrows bankár kétszázezer dollárt küld vonaton a Union Pacific-nek bérfizetésre, ám közben Dick Allennel kiraboltatja a pénzes vonatot, aki a pénzzel teli postazsákot Mollie Monaham, a társaság postásnője kocsijába rejti. Dick szerelmes Mollie-ba, aki viszont titkon Jeffersont szereti. Dick és emberei meg akarják ölni a kapitányt. Mollie beleegyezik a házasságba Dickkel, ha az nem öli meg Jeffersont. Jefferson távozása után Mollie kényszeríti Dicket, hogy a pénzt adja vissza a társaságnak.
Jefferson elérkezettnek látja az időt a leszámolásra: a munkások segítségével lerombolja Sid Campeau mulatóját. Campeau dühében elárulja Jeffersonnak, hogy Dick Allen rabolta ki a vonatot, és Jefferson kötelessége, hogy régi bajtársát, Dicket letartóztassa. Mollie ezúttal is közbelép, Dicknek az utolsó pillanatban sikerül megszöknie. Kegyetlen tél van a Union Pacific építési vonalán. Jefferson a hóra rakatja le a talpfákat és arra a síneket, így ők érnek előbb Ogdenbe. Itt van Dick Allen is, hogy Mollie-t láthassa, és megjelenik Sid Campeau, hogy bosszút álljon Jeffersonon. Lövése azonban a kapitány helyett Dicket találja el, Sid Campeau-val pedig Jefferson két testőre végez. Dick, az eddigi ellenfél leleplezi Campeau és a bankár szerepét és haldoklásában Mollie-t Jeffersonra bízza.

## Filmtörténet
Berkes Ildikó a műfaj történetét ismertető könyvében a filmet és John Ford ugyanakkor készült westernjét, a Hatosfogatot a „korszak két kulcsfilmjének” nevezi, melyek „betetőzését jelentik a western 1945 előtti korszakának.” Hangsúlyozza „a pergően cselekményes és igen látványos film” erényeit, de kiemeli, hogy Ford alkotásával ellentétben Cecil B. DeMille filmje „rafináltan szerkesztett hősi-romantikus legendát épít fel, melyben a realista részletek csak a hitelesség illúzióját teremtik meg.” A Hatosfogat társadalmilag és lélektanilag hiteles ábrázolásával szemben az Acélkaraván „romantikus, idealizált képet fest mind a társadalomról, mind az egyénekről. A Hatosfogatban csak a társadalmon kívül lehet boldog a hős és szerelme, az Acélkaravánban viszont minden konfliktus szerencsésen és többnyire kedélyesen oldódik meg. Olyannyira, hogy ez a vasútépítés már-már egy vidám és kalandos cserkésztáborra emlékeztet.”
Az Acélkaraván mindezekkel együtt is színvonalát tekintve messze kiemelkedik a tömegével készült hollywoodi westernek sorából.

## Főszereplők
- Barbara Stanwyck – Mollie Monahan
- Joel McCrea – Jeff Butler kapitány
- Akim Tamiroff – Fiesta
- Robert Preston – Dick Allen
- Lynne Overman – Leach Overmile
- Brian Donlevy – Sid Campeau
- Robert Barrat – Duke Ring
- Anthony Quinn – Jack Cordray
- Stanley Ridges – Casement tábornok
- Henry Kolker – Asa M. Barrows (bankár)
- Francis McDonald – Grenville M. Dodge tábornok
- Willard Robertson – Oakes Ames
- Harold Goodwin – E.E. Calvin (távírász)
- Evelyn Keyes – Mrs. Calvin
- Richard Lane – Sam Reed

## Érdekesség
A filmet 1939-ben nevezték az 1. cannes-i nemzetközi filmfesztiválra, amit azonban a második világháború kitörése miatt 1939. szeptember 1-én, a nyitófilm vetítése után azonnal berekesztettek. 2002-ben, az 55. fesztivál idején, a versenyprogrammal párhuzamosan az 1939-es versenyfilmek közül levetítettek hetet, hogy utólagosan részleges kárpótlásban részesítsék a filmeket és alkotóikat. A Jean d’Ormesson francia író, akadémikus elnökletével összeült „1939-es szakmai zsűri” 2002. május 19-én egyhangú szavazással Cecil B. DeMille Acélkaraván című filmjének ítélte oda a nagydíjat.

## Díjak, elismerések
- 1939 : díj – Nagydíj (Cannes-i Filmfesztivál)[2]
- 1939 : díj – Boxoffice Kék Szalag (Boxoffice Magazine Awards)
- 1940 : jelölés – legjobb speciális effektek (Oscar-díj)
- 1975 : díj – Western Örökség Díj